# 特魯多瓦奇
49°46′25″N 24°41′28″E / 49.77361°N 24.69111°E
特魯多瓦奇（烏克蘭語：Трудовач），是烏克蘭西部的村莊，隸屬利維夫州的佐洛奇夫區。該村始建於1475年，面積0.84平方公里，海拔高度264米，2001年人口315，人口密度每平方公里373.67人。